# 富俊
富俊（1748年—1834年4月8日），字松巖，卓特氏。蒙古正黃旗萬舒保佐領人。清朝政治人物。諡文誠。

## 經歷
乾隆四十四年（1779年）己亥繙譯科進士。籤分禮部額外主事上行走。
四十七年（1782年）：獲騎都尉世職。
五十七年（1792年）：授禮部員外郎。
五十八年（1793年）：升禮部郎中，隨即擢內閣侍讀學士。
六十年（1795年）：五月一日，擢內閣學士兼禮部侍郎銜。九月十八日，署理理藩院右侍郎。兼鑲藍旗蒙古副都統。
嘉慶元年（1796年）：十二月九日，遷兵部右侍郎、鑲白旗滿洲副都統。充科布多參贊大臣。
二年（1797年）：正月二十二日，改兵部左侍郎，仍充科布多參贊大臣。
四年（1799年）：改授烏魯木齊都統，充喀什噶爾參贊大臣。
七年（1803年）：烏魯木齊都統，改充葉爾羌辦事大臣，再改烏里雅蘇臺參贊大臣。
八年（1803年）：署理兵部右侍郎、兼署鑲紅旗漢軍都統。五月二十日，授吉林將軍。八月二十日，改盛京將軍。
十五年（1810年）：八月五日，革職遣戍。
十六年（1811年）：十二月九日，授盛京工部侍郎兼管奉天府府尹事務、六邊邊門事務。
十八年（1813年）：四月二十六日，遷黑龍江將軍。
十九年（1814年）：二月二十日，調任吉林將軍。
二十二年（1817年）：二月九日，調任盛京將軍。
二十三年（1818年）：九月二十二日，回任吉林將軍。
道光二年（1822年）：六月二十七日，改授理藩院尚書。
四年（1824年）：二月三日，再出任吉林將軍。
六年（1826年）：吉林將軍，加太子太保。
七年（1827年）：七月十六日，召京，授協辦大學士，七月二十日，兼授理藩院尚書，署理管理三庫大臣，兼鑲黃旗漢軍都統。充經筵講官、閱兵大臣。
八年（1828年）：太子太保、協辦大學士、理藩院尚書。兼鑲紅旗滿洲都統。署理工部尚書、鑲藍旗漢軍都統。充順天武會試正主考。
九年（1829年）：太子太保、協辦大學士、理藩院尚書。充揀選侍衛大臣。
十年（1830年）：以理藩院尚書署理盛京將軍。改署左都御史。兼任崇文門正監督。
十一年（1831年）：太子太保、理藩院尚書。八月十六日，改工部尚書。十二月十二日，授東閣大學士。
十二年（1832年）：以東閣大學士管理繙書房事務。授內大臣。充殿試讀卷官。
十三年（1833年）：太子太保、東閣大學士、內大臣。充殿試讀卷官、庶吉士散館閱卷大臣。
十四年（1834年）二月三十日，卒於任上，晉贈太子太傅。賜諡文誠。 

## 家庭及關聯
- 子：恩成
- 孫：升泰、有泰。

## 延伸阅读
[在维基数据编辑]
 《清史稿·卷342》，出自趙爾巽《清史稿》